# Phục hồi kinh tế

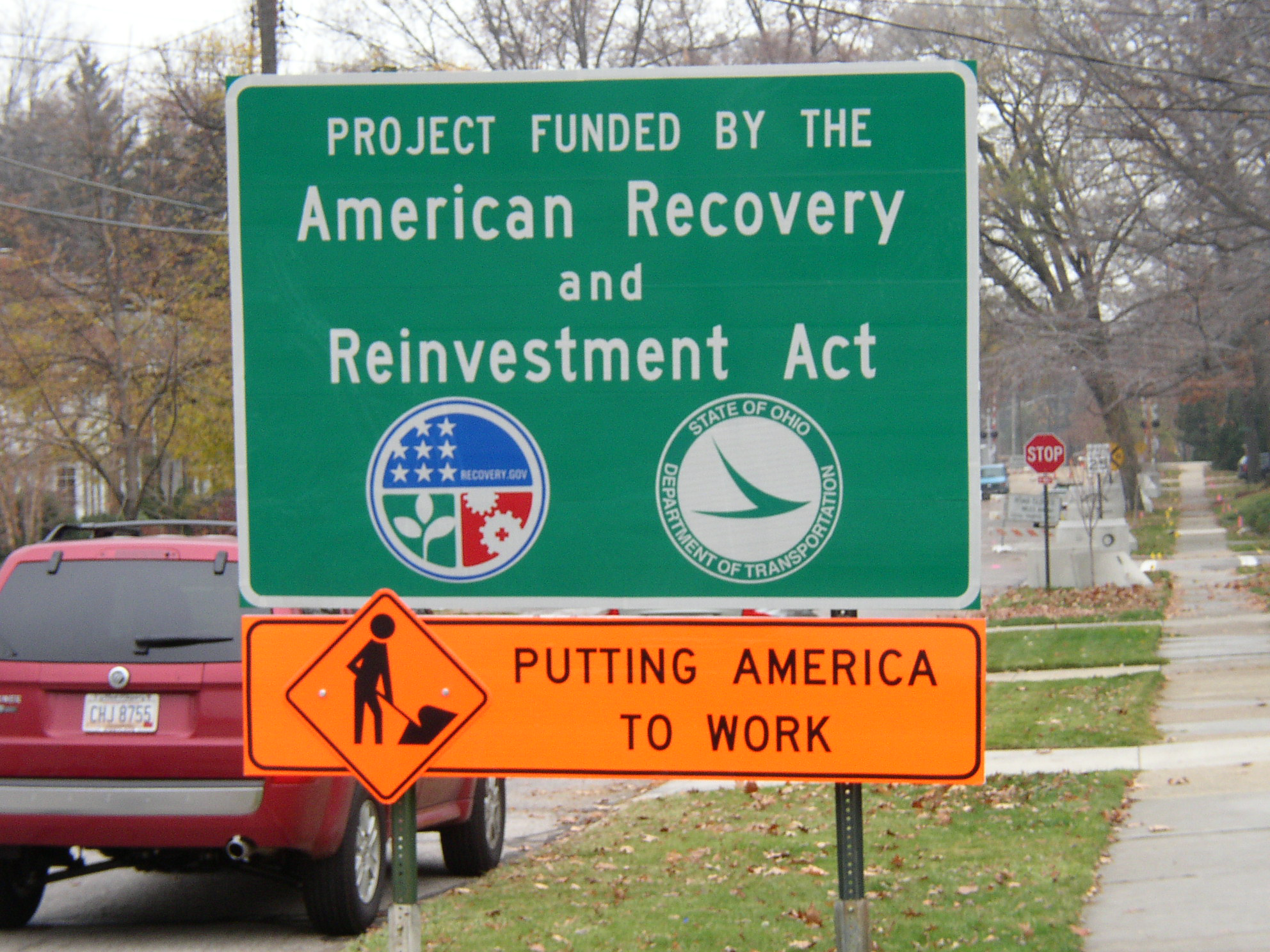
Một bảng hiệu có nội dung kêu gọi phục hồi kinh tế ở Mỹ

Phục hồi kinh tế (Economic recovery) cũng thường được sử dụng là phục hồi nền kinh tế là giai đoạn của chu kỳ kinh tế sau đợt suy thoái kinh tế. Triển vọng kinh doanh tổng thể của một ngành có vẻ lạc quan trong giai đoạn phục hồi kinh tế. Trong giai đoạn phục hồi, nền kinh tế trải qua một quá trình thích ứng và thay đổi theo hoàn cảnh mới, bao gồm cả những nguyên nhân ban đầu gây ra suy thoái, cũng như các chính sách và quy định mới do chính phủ và ngân hàng trung ương ban hành để ứng phó với suy thoái. Khi những người lao động bị mất việc làm tìm được việc làm mới và các doanh nghiệp thất bát được người khác mua lại hoặc chia tách, thì lao động, tư liệu sản xuất và các nguồn lực kinh tế khác bị ràng buộc trong các doanh nghiệp thất bát và phá sản sau suy thoái kinh tế sẽ được sử dụng lại trong các ngành công nghiệp mới. Theo kinh tế gia Keynes thì suy thoái kinh tế có thể kích hoạt một vòng luẩn quẩn trong đó thất nghiệp làm giảm nhu cầu đến mức không thể tạo ra việc làm mới nên bằng cách kích thích nhu cầu tiêu dùng (kích cầu), chính phủ xây dựng một chu kỳ tích cực.
Phục hồi (Recovery) là quá trình mà nền kinh tế tự chữa lành khỏi những thiệt hại mà nó đã gánh chịu, mở đường cho sự tăng trưởng trong tương lai. Các thuật ngữ như 'phục hồi', 'tái thiết' và 'cơ cấu lại' có thể gợi ý quay trở lại hiện trạng trước khi diễn ra. Tuy nhiên, điển hình là các căn bệnh trầm kha trong việc phát triển nền kinh tế như bất bình đẳng cực độ, nghèo đói, tham nhũng, thể chế manh mún, chính sách yếu kém và quản lý kinh tế yếu kém sẽ góp phần gây ra xung đột vũ trang ngay từ đầu và sẽ càng trở nên trầm trọng hơn trong thời gian xung đột. Như vậy, phục hồi kinh tế về cơ bản là mang tính biến đổi, đòi hỏi sự kết hợp của các cải cách sâu rộng về kinh tế, thể chế, luật pháp và chính sách cho phép chiến tranh - Các quốc gia bị giằng xé để thiết lập lại nền tảng cho sự phát triển tự duy trì. Nhu cầu của người tiêu dùng và lạm phát là hai yếu tố kinh tế khác cần chú trọng.